# الوقت (أغنية بينك فلويد)
الوقت (بالإنجليزية: Time)‏ هي أغنية لفريق الروك التقدمي البريطاني بينك فلويد، وهي واحدة من أغاني البوم "الجانب المظلم من القمر The Dark Side of the Moon" لعام 1973، كما صدرت كأغنية فردية في الولايات المتحدة. كتب روجر ووترز كلمات الأغنية، ووضع الموسيقي الأعضاء الأربعة للفريق، ويقوم ريتشارد رايت عازف الكيبورد بالغناء الرئيسي، جنبًا إلى جنب مع عازف الجيتار ديفيد جيلمور.
تتعامل كلمات الأغنية مع مرور الوقت، يمكن أن يمر الوقت، لكن الكثير من الناس لا يدركون ذلك إلا بعد فوات الأوان. خطرت لواترز الفكرة عندما أدرك أنه لم يستعد لأي شيء في الحياة، ولكنه كان في منتصفها، وقد وصف هذا الإدراك الذي يحدث في عمر الثمانية والعشرين أو التاسعة والعشرين في مقابلات مختلفة. عندما توصل الفريق إلى مفهوم الألبوم، كانت الفكرة هي إستكشاف ضغوط الحياة في جميع أنحاء الأغاني، وتأخذ هذه الأغنية موضوع الموت. تبدأ الأغنية بطبقات من رنين الساعات التي تم تجميعها بواسطة مهندس صوت الفريق، آلان بارسونز، حيث تم تسجيل كل ساعة على حدة في متجر للتحف، وقام الفريق بخلطها معًا، أراد بارسونز بهذه التجربة، استخدام الساعات لإظهار نظام صوت رباعي جديد Quadraphonic، لكنهم استخدموا تجربته لبداية الأغنية.

## كلمات الأغنية
تخلّص من اللحظات التي تجعل اليوم مملا Ticking away the moments that make up a dull day
أنت تقتل وتضيع الساعات بطريقة مرتجلة You fritter and waste the hours in an offhand way
تمشي على قطعة من أرض بلدتك Kicking around on a piece of ground in your home town
في إنتظار شخص ما أو شيء ما ليريك الطريق Waiting for someone or something to show you the way
تعبت من الإستلقاء تحت أشعة الشمس والبقاء في المنزل لمشاهدة المطر Tired of lying in the sunshine staying home to watch the rain
إنك صغير السن والحياة طويلة وهناك وقت للقتل اليوم You are young and life is long and there is time to kill today
و ذات يوم تجد أن عشر سنوات قد إنقضت And then one day you find ten years have got behind you
لم يخبرك أحد متى تجري، لقد فاتتك طلقة مسدس البداية No one told you when to run, you missed the starting gun
وتركض وتجري لتلحق بالشمس لكنها آخذة في الغرق So you run and you run to catch up with the sun but it's sinking
تتسارع في الدوران لتأتي خلفك مرة ثانية Racing around to come up behind you again
الشمس هي نفسها من الناحية النسبية لكنك أكبر سنًا The sun is the same in a relative way but you're older
أنفاسك أقصروأقرب للموت بيوم واحد Shorter of breath and one day closer to death
كل عام يصبح أقصر لا يبدو أن لديك الوقت Every year is getting shorter never seem to find the time
خططك بلا قيمة أو هي نصف صفحة من الأسطر المخربشة Plans that either come to naught or half a page of scribbled lines
إن التعلق باليأس الهاديء هي الطريقة الإنجليزية Hanging on in quiet desperation is the English way
إنتهى الوقت، إنتهت الأغنية The time is gone, the song is over
إعتقدت أنني سأقول أكثر من ذلك Thought I'd something more to say
البيت Home
البيت مرة آخرى Home again
أحب أن أكون هنا I like to be here
عندما أستطيع When I can
عندما أعود إلى البيت When I come home
بارد ومتعب Cold and tired
من الجيد تدفئة عظامي It's good to warm my bones
بجانب النار Beside the fire
بعيدا Far away
عبر الحقل Across the field
يقرع الجرس الحديدي Tolling on the iron bell
يدعو المؤمنين إلى الركوع Calls the faithful to their knees
لسماع التعويذة السحرية اللطيفة To hear the softly spoken magic spell

## تكوين الأغنية
يلي أصوات الساعة هذه، مقطع مدته دقيقتان يهيمن عليه طبول نيك ماسون المنفردة، مع خلفية صوت تيك توك أنشأه روجر ووترز على جيتار الباص، ثم غناء يتبادله ديفيد جيلمور وريتشارد رايت، وإشراك للأصوات النسائية، وهنا تتعامل كلمات الأغنية مع إدراك روجر ووترز أن الحياة لم تكن لتجهيز نفسك لما سيحدث بعد ذلك، ولكن حول الاستيلاء على السيطرة على مصيرك. قال دافيد جلمور: «قبل أن نبدأ تسجيل الألبوم كان آلان بارسونز قد غاب لفترة وهو يحمل مجموعة كاملة من المعدات وسجل كل هذه الساعات في متجر ساعات، وعندما بدأنا نغني أغنية» تايم«، وقال» اسمع، لقد سجلت كل هذه الأصوات، وكل هذه الساعات«، ولذا أخرجنا الشريط الخاص به واستمعنا إليه وقلنا» رائع! الصقه!«وهذه، في الواقع، هي فكرة آلان بارسونز». قال نيك ماسون: «الطبول المستخدمة في أغنية» تايم" عبارة عن روتو توم (طبول تصدر صوت يشبه الجرس) أعتقد أننا أجرينا بعض التجارب على بعض الطبول الأخرى التي تسمى بو بانس، وهي عبارة عن طبول صغيرة جدًا ومضبوطة، لكن طبول الروتو توم أعطت أفضل تأثير. وفقًا لمقابلة أجراها فيل تايلور مع دافيد جلمور، أفاد بأن جلمور كان يستخدم جهاز ليكسيكوم جديد (هو جهاز كهربائي قوي يتمتع بامكانيات إلكترونية واسعة النطاق)، لتخزين أصوات التأخير الدائرية (Circular delay sounds) التي تم سماعها في "وقت"، والتي يمكن أن تكرر نوع الصدى الذي اعتاد الحصول عليه من وحدة الصدى القديمة بينسون. قال روجر ووترز: "كان العام الذي سجلنا فيه هذا الأغنية هو العام الذي اكتشافًت فيه مفاجئة شخصية، كان لدي أغرب شعور بالتقدم بالعمر، وأنا أعلم أن الكثير من الأشخاص يشاركونني هذا، تلك الطفولة والمراهقة وحياة البالغين المبكرة تستعد لشيء سيحدث لاحقًا، فكرت فجأة في سن التاسعة والعشرين، لم يخبرك أحد بموعد الجري، لقد فاتتك نقطة البداية، كانت الأغنية هي الأقرب إلى ما يمكن أن تسميه تعاونًا جماعيًا، كانت جميع المعزوفات المنفردة مرتجلة، اعتاد جلمور العزف بدرجات تصم الآذان وكان لديه معالج للجيتار والذي تم استخدامه كثيرًا لأصوات الجيتار طوال الألبوم، لم يكن جلمور مهتمًا بشكل خاص بوضع الميكروفون أو المعادل على الجيتار، وأنا كنت أستخدم ميكروفونًا واحدًا فقط، على بعد حوالي قدم واحدة، غنى جيلمور الغناء الرئيسي، مع دوريس تروي وليزلي دنكان وليزا سترايك وباري سانت جون في دعم الغناء، ثم أجرينا معالجة بجهاز تغيير درجة الصوت الذي يسمى مترجم التردد، الذي تم بناؤه في الأصل كوحدة تجنب ردود الفعل، والتي اخترعه فني الصوت في استوديوهات آبي رود الفني كيث أتكينز.
اعتاد الفريق أداء الأغنية على المسارح من عام 1972 إلى عام 1975، وبعد رحيل ووترز، من عام 1987 إلى 1994، بدأ ووترز في أداء الأغنية في حفلاته المنفردة، قام نيك ماسون بعدد من الظهور كضيف في الجولة الأخيرة

## استقبال الأغنية
كتب مايك ديجاجني في موقع «أول ميوزيك» (موقع خدمة دليل موسيقى على الإنترنت أُطلق عام 1991):
«نصًا صريحًا على أن الكثير من الوقت يُهدر طوال حياتنا في محاولة السعي لتحقيق مكاسب مادية بينما من الواضح أننا نقع فريسة تكرار الروتين. تحمل أغنية» الوقت«أكبر تأثير مفاهيمي من بين جميع الأغاني الموجودة على البوم» الجانب المظلم من القمر«. قرع طبول ميسون أسرع وفي مقدمة باقي الآلات الموسيقية، وهذا يعطي»الوقت «سرعته الفريدة وغير التقليدية بينما يعزل في الوقت نفسه ماسون وبراعته كعازف طبول، هذا يبعد المستمع عن مراقبة العازف والتركيز على سياق العزف. مزاج» الوقت«قاتم ومظلم، والكلمات تعبر عن الكآبة والقلق اللذين يبدأان في الظهور عند التعامل مع مثل هذا الموضوع، هذا العنصر الغنائي المتصلب هو ما يجعل»الزمن «أغنية مؤثرة. الكلمات غير مخففة وواضحة بدون استعارة أو أي صور مبالغ فيها. تحافظ الآلات المصاحبة على مفهوم الأغنية بإيقاعها ونغمتها، وتُفهم أفكار الفرقة (خاصة ووترز) بسهولة. غيلمور يغني مقطعًا واحدًا قويًا والآخر بهدوء، ويلتقط الحالة المزاجية المنفصلة للأغنية من الإحباط الغاضب واليأس المستمر».
كتب "اويد جروسمان" في مجلة رولنج ستون: " بينك فلويد هي واحدة من فرق الروك الطليعية الأكثر نجاحًا وطويلة الأمد في بريطانيا، أربعة موسيقيين يتمتعون بأدوات إلكترونية يمتلكون ترسانة من المؤثرات الصوتية بتحكم ودقة. الأغنية من الألبوم التاسع لبنك فلويد، وهو عبارة عن قطعة واحدة ممتدة بدلاً من مجموعة من الأغاني،  يبدو أنه يتعامل بشكل أساسي مع زوال وفساد الحياة البشرية، وهذا هو بالكاد موضوعات موسيقى الروك،  أغنية "الوقت" تقدم موسيقى الروك ذات الألوان الريفية الرائعة مع غيتار منفرد قوي من تأليف ديفيد جيلمور، دقات الساعة تؤدي إلى "الوقت"، أيضا في جميع أنحاء الألبوم، تضع الفرقة إطارًا متينًا يزينونه بأجهزة المزج والمؤثرات الصوتية والأشرطة الصوتية المنطوقة، الصوت غني ومتعدد الطبقات بينما يظل واضحًا ومنظمًا.

## الفيلم
أثناء العروض الحية، يقوم الفريق بعرض فيلم رسوم متحركة خلف أعضاء الفريق والفيلم من أعمال إيان إيميس، وقد تم طبع هذا الفيلم ليوزع مع (دي في دي) البوم الفريق المسمى "نبض Pulse"

## أعضاء الفريق
ديفيد جيلمور:  جيتارات كهربائية وغناء رئيسي وغناء مساند
ريتشارد رايت:  أرغن فارفيسا، وبيانو كهربائي رليتسر، ومركب تناظري محمول EMS VCS 3 (استوديو صوت متنقل)، وغناء رئيسي.
روجر ووترز: جيتار باس، ومركب تناظري محمول EMS VCS 3 
نيك ميسون: طبول، وروتو توم Rototoms (طبول تصدر صوت يشبه الجرس)
اشترك مع الفريق
دوريس تروي: غناء مصاحب
ليزلي دنكان: غناء مصاحب
ليزا سترايك: غناء مصاحب
باري سانت جون: غناء مصاحب

### الإصدارات الحية
توجد نسخ حية من الأغنية في ألبومات " صوت الرعد الحساس Delicate Sound of Thunder"، و"نبض Pulse". توجد نسخة لروجر ووترز في البومه الحي المنفرد "في الصميم  In the Flesh: Live" من غناء ريتشارد رايت بمصاحبة دويل برامهول وجون كارين.
تظهر نسخ حية من غناء ريتشارد رايت في ألبوم ديفيد جلمور المنفرد "تذكر الليلة Remember That Night" و" تسجيل حي في غدانسك Live in Gdańsk"

## وصلات خارجية
https://www.songfacts.com/facts/pink-floyd/time#:~:text=Songfacts%C2%AE%3A,He%20had%20just%20turned%2028. الوقت (أغنية بينك فلويد)
https://www.allmusic.com/song/time-mt0027512225 الوقت (أغنية بينك فلويد)